# Aristokracija
Termin aristokracija (grč.: ἄριστος najbolji, najsposobniji i κράτος snaga, vlast) značio je kod starih Grka sustav vladanja kao "vladavinu najboljih".
U širem značenju riječi aristokracija misli se na bogatiji sloj društva, na obitelj i nasljednike već dokazanih vlastodržaca, te na plemstvo koje je ostvarilo različite beneficije u društvu kroz junaštvo u ratovima njihovih predaka.
Od vremena Francuske revolucije aristokracija se suprotstavlja pojmu demokracije u kojoj svi građani imaju određenu mogućnost političkog odlučivanja. 